# Psychotria uncumariana
Psychotria uncumariana är en måreväxtart som beskrevs av Charlotte M. Taylor. Psychotria uncumariana ingår i släktet Psychotria och familjen måreväxter. Inga underarter finns listade i Catalogue of Life.